# Jubé de la chapelle de Kerfons-en-Kerfaouës

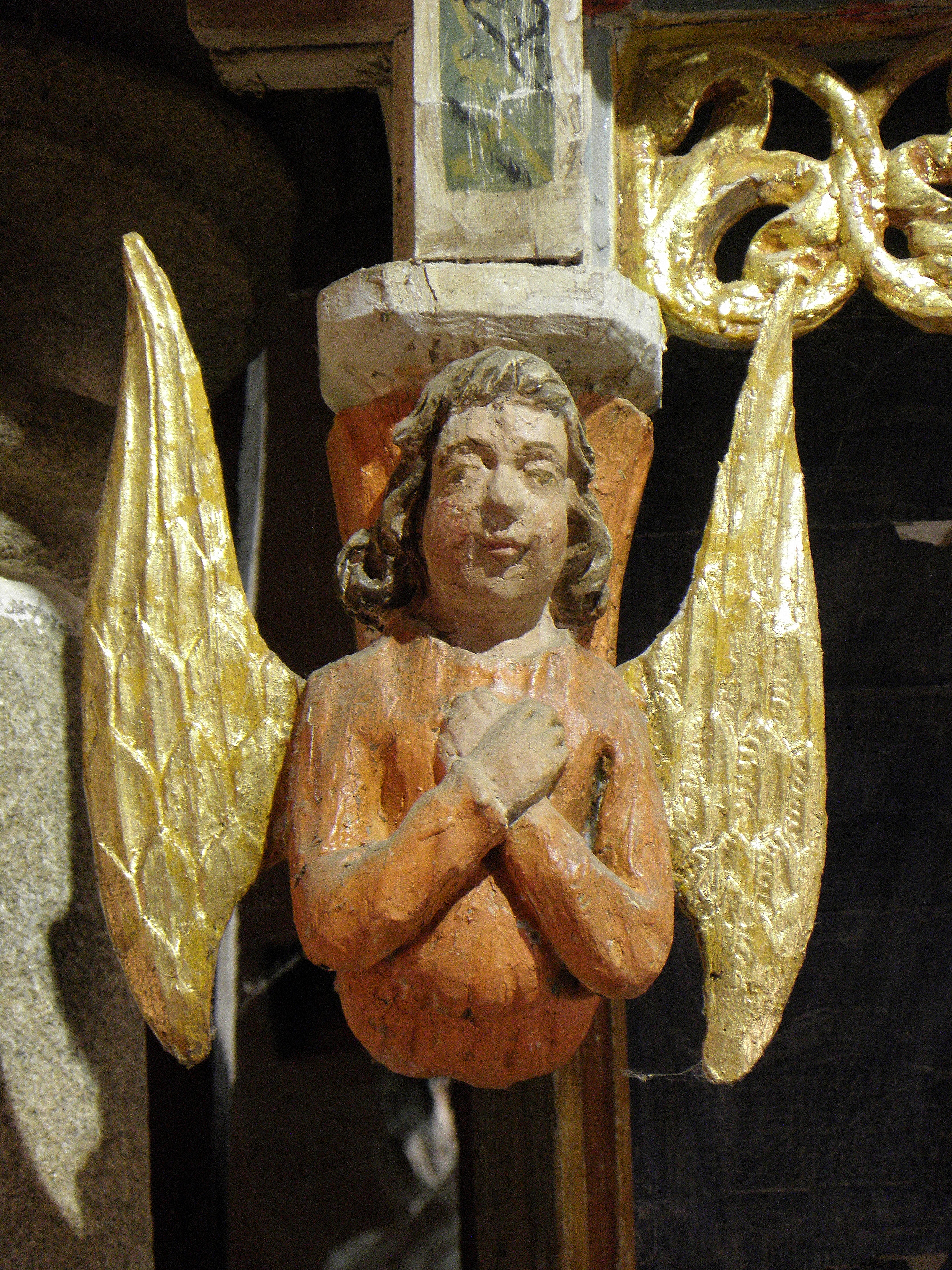
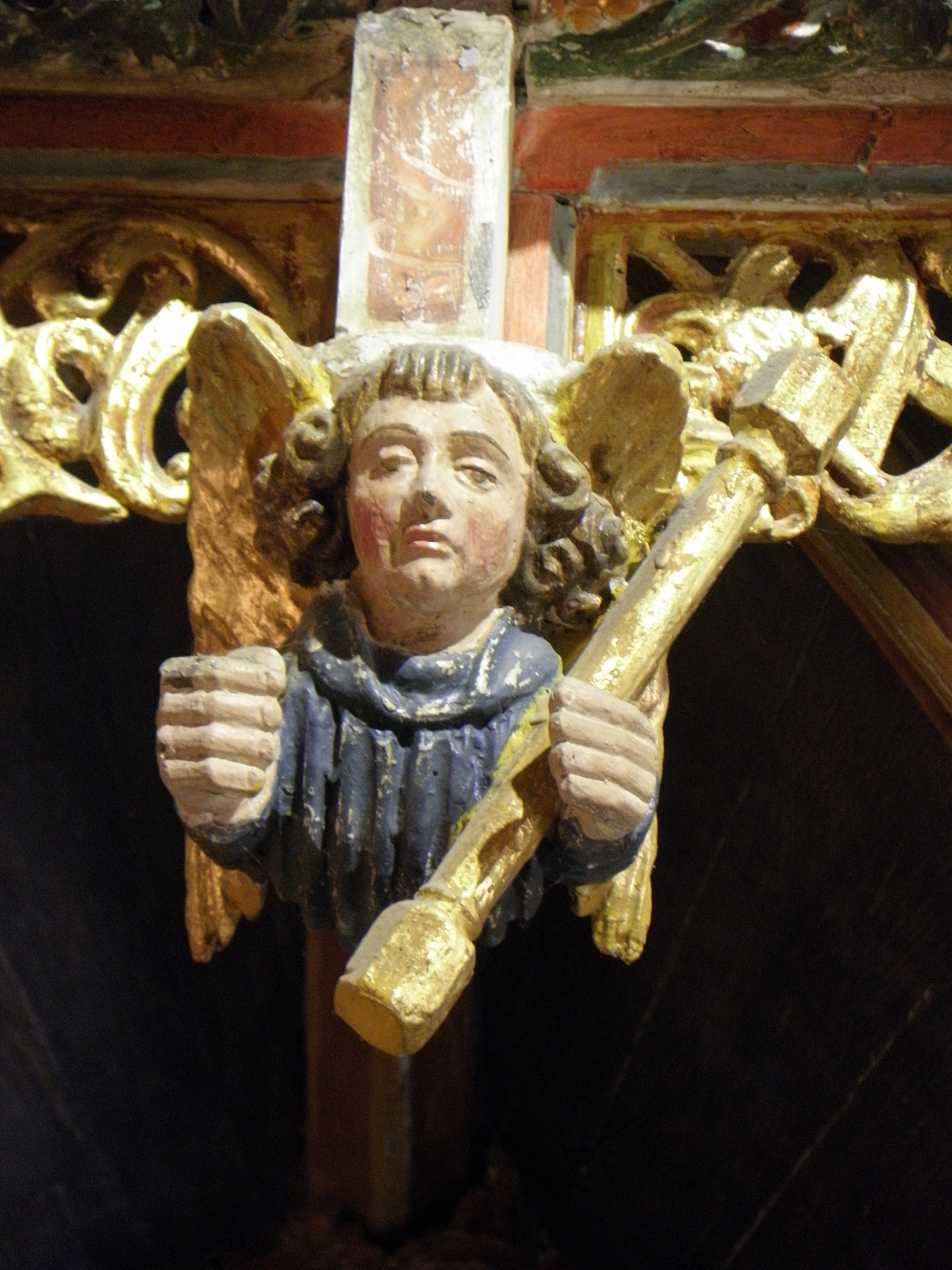
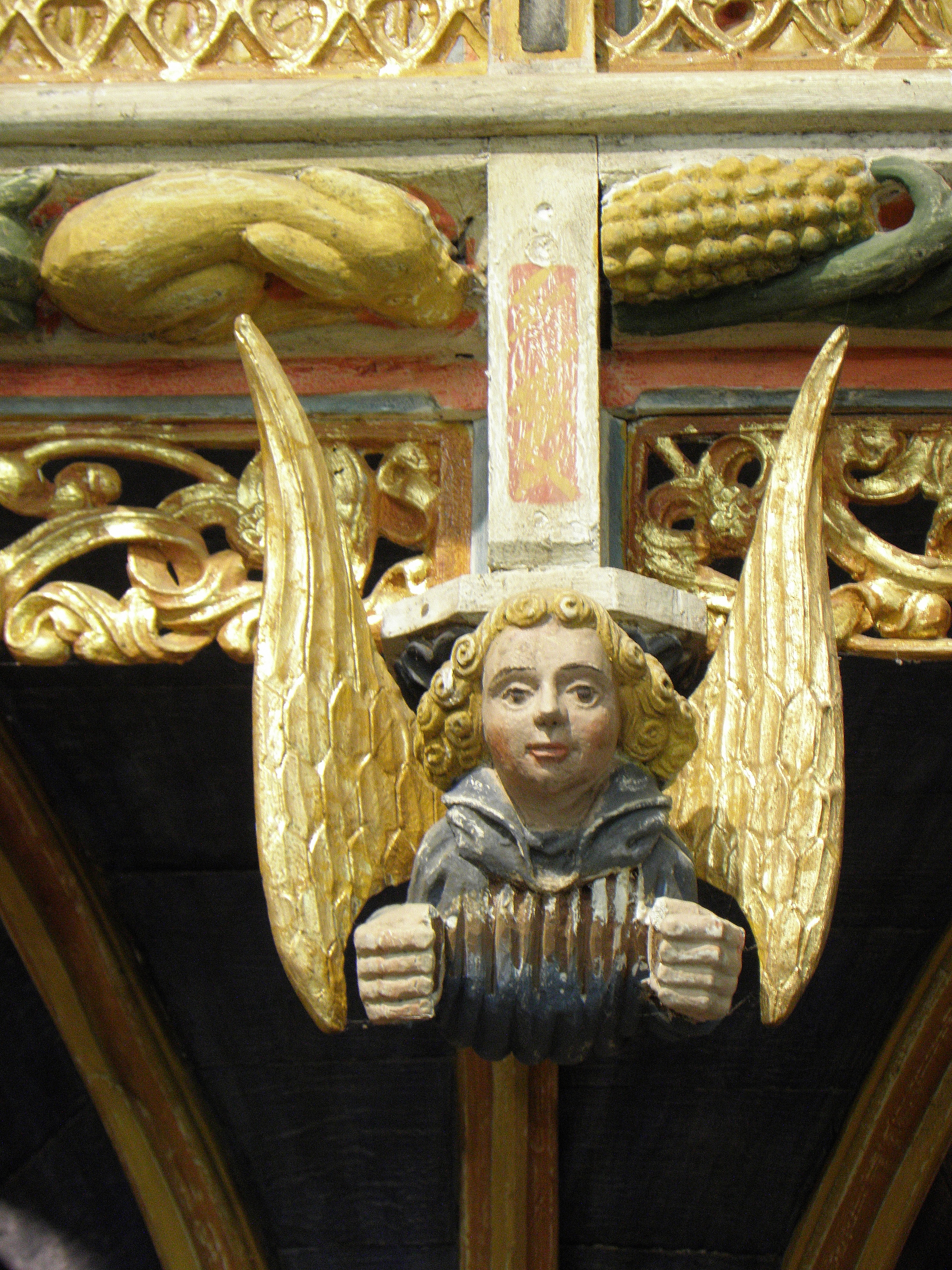
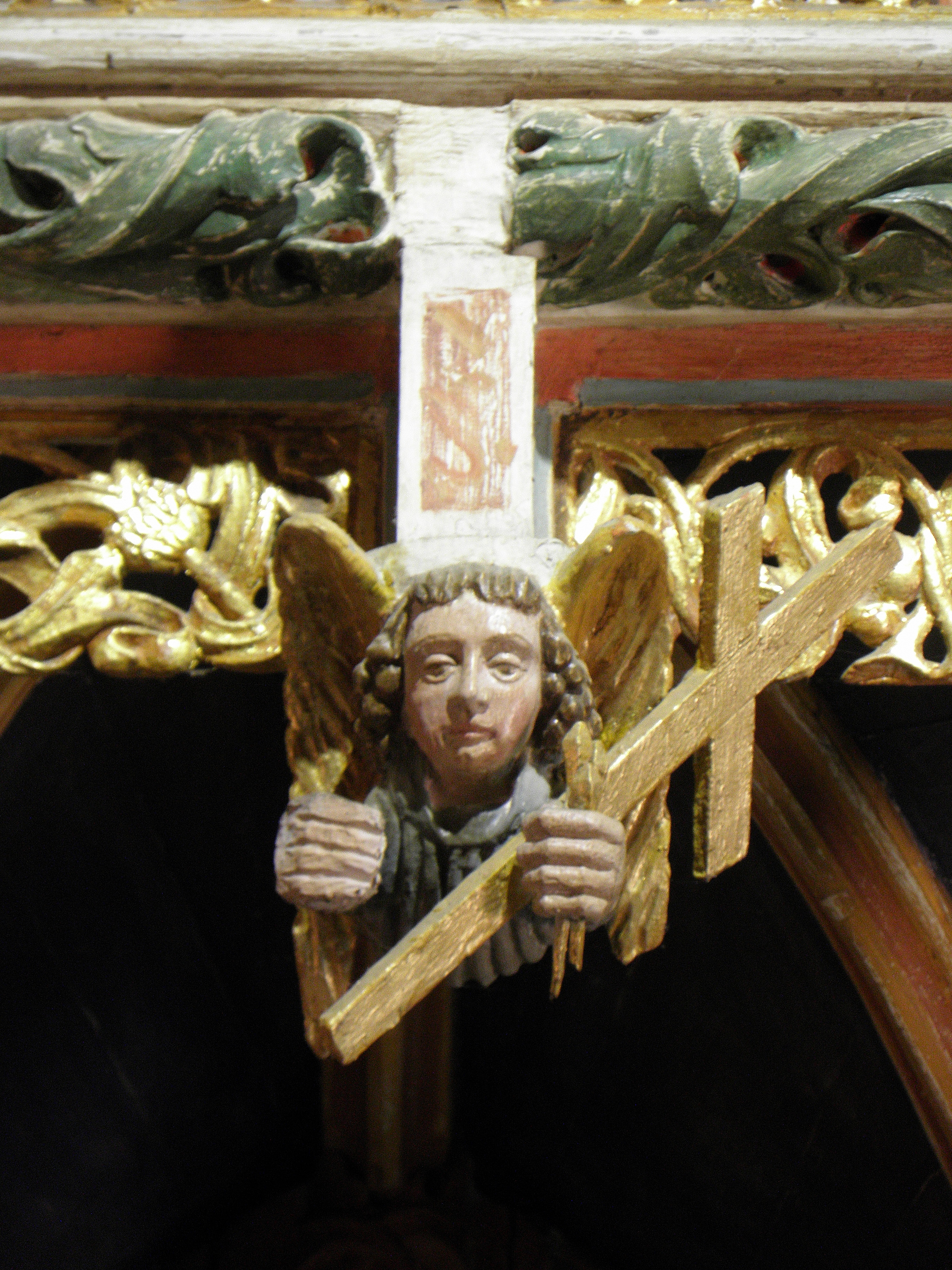

Le jubé de la chapelle de Kerfons-en-Kerfaouës à Ploubezre, une commune du département des Côtes-d'Armor dans la région Bretagne en France, est un jubé datant de la première moitié du XVIe siècle. Il est classé monument historique au titre d'objet depuis le 20 mars 1899. 
La tribune est décorée de quinze panneaux représentant les douze apôtres, sainte Barbe, sainte Marie Madeleine et le Christ.

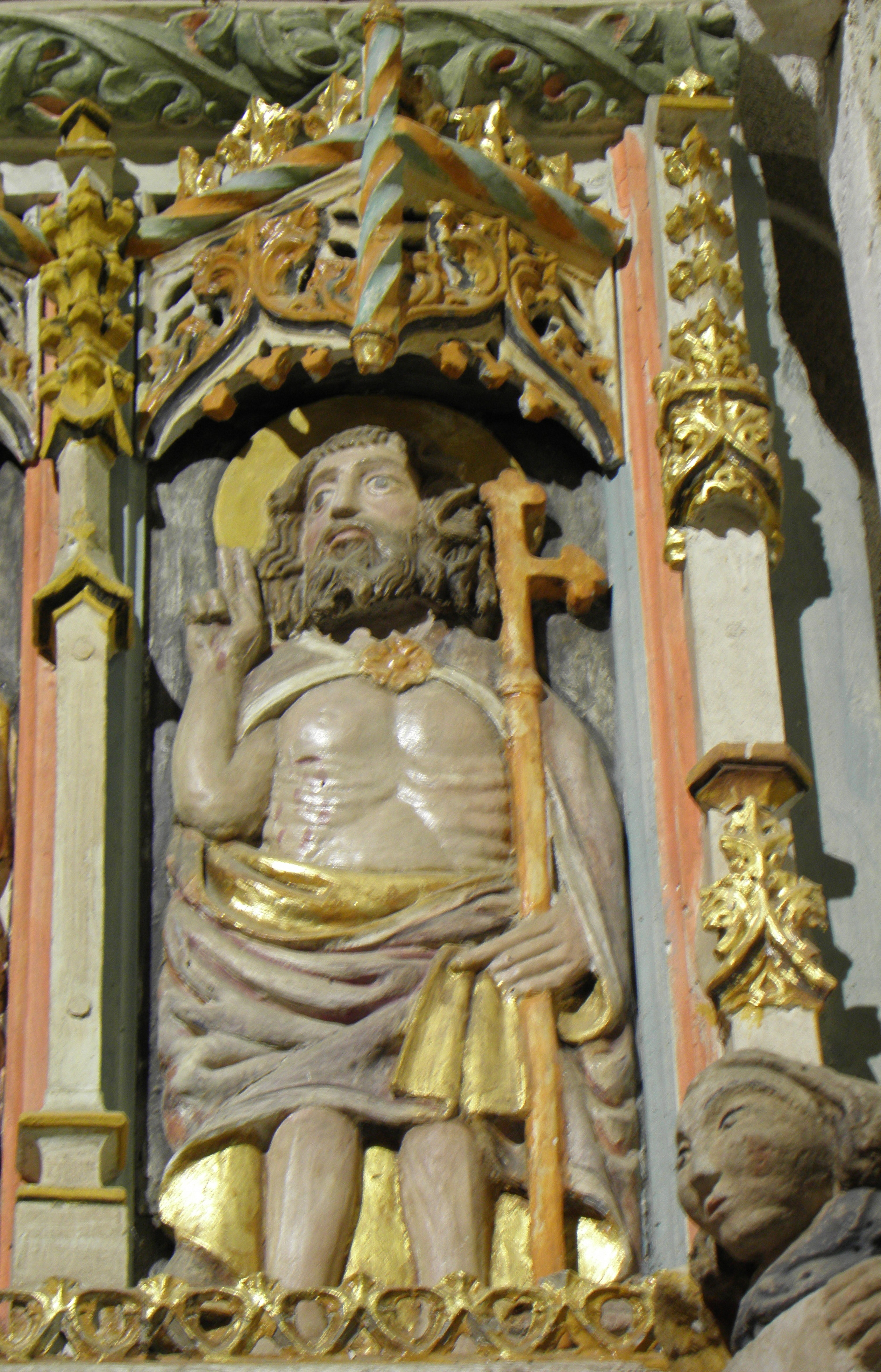
Jésus-Christ
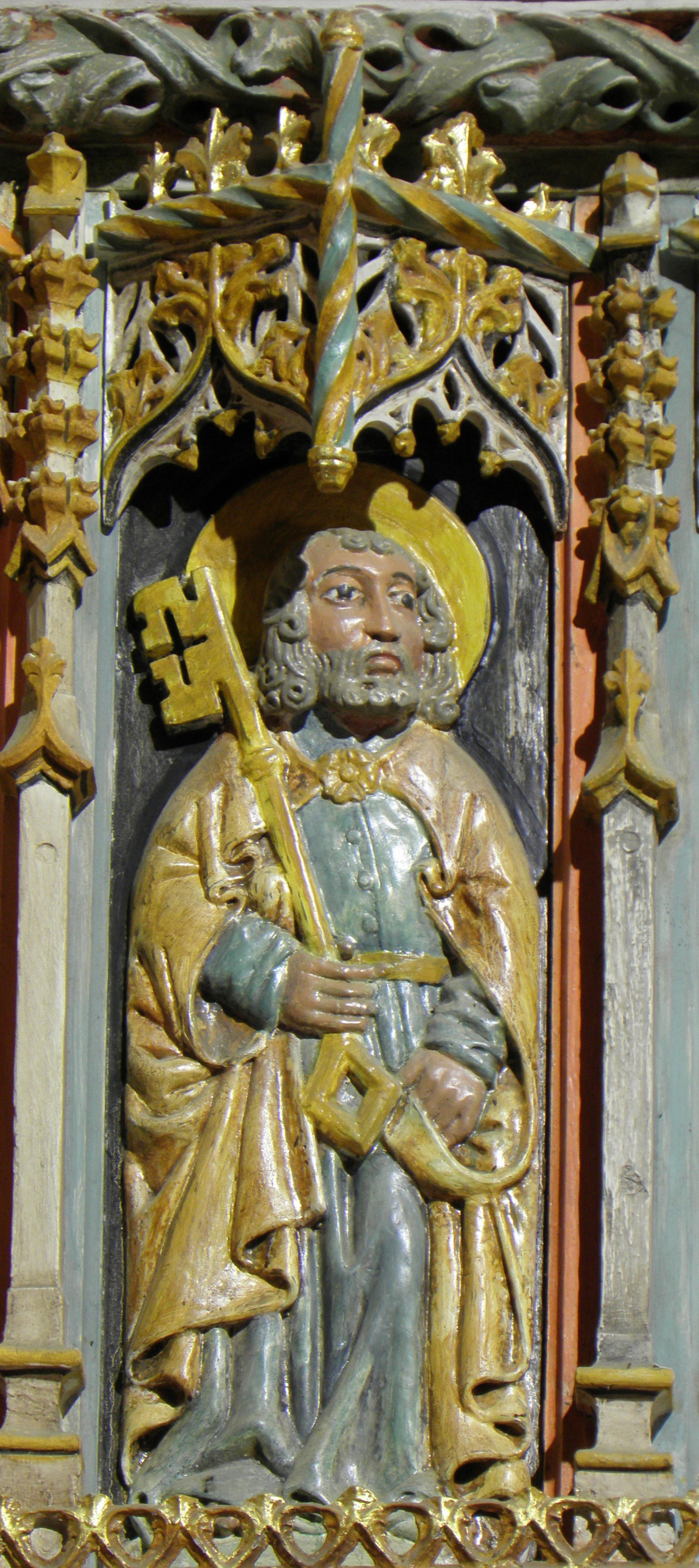
Saint Pierre
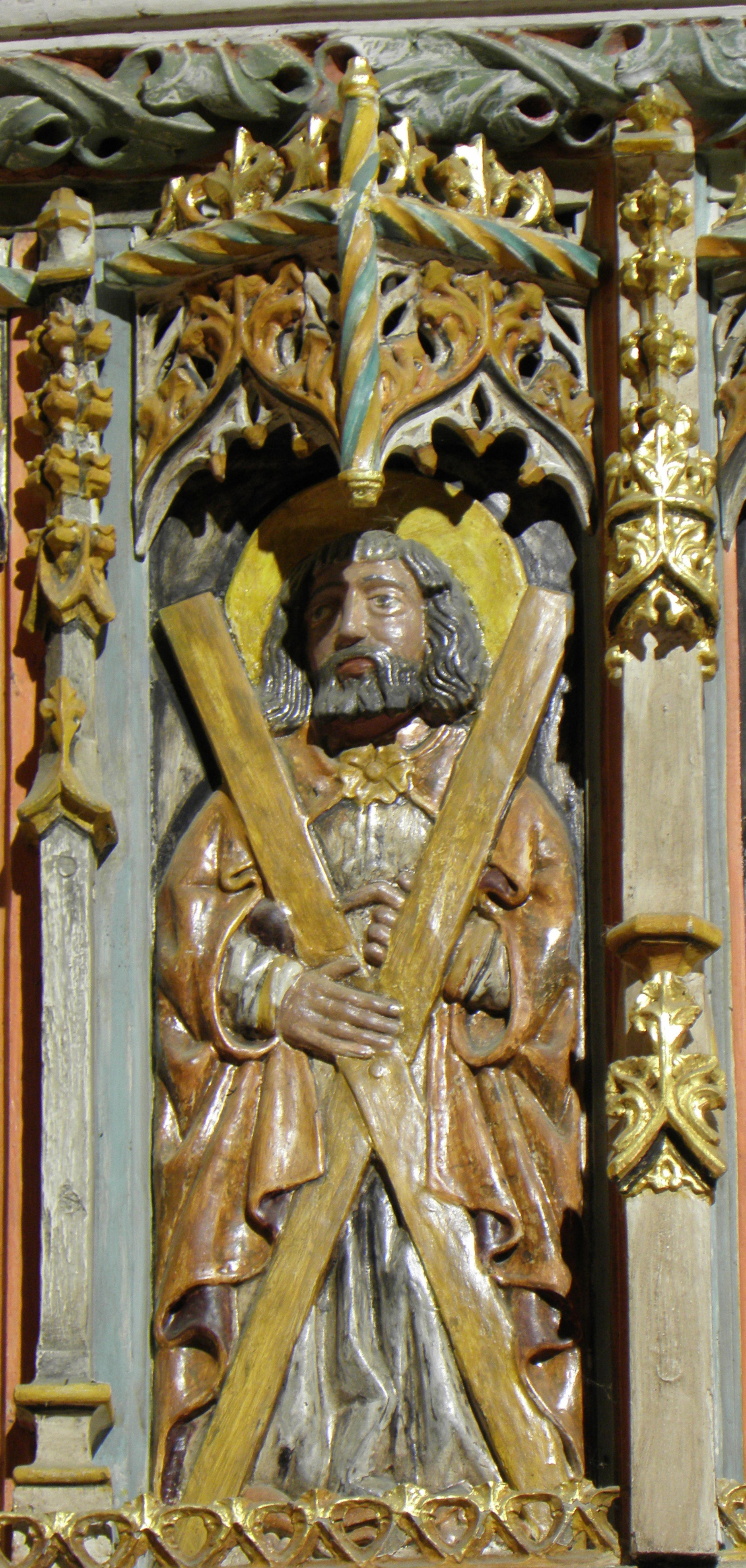
Saint André
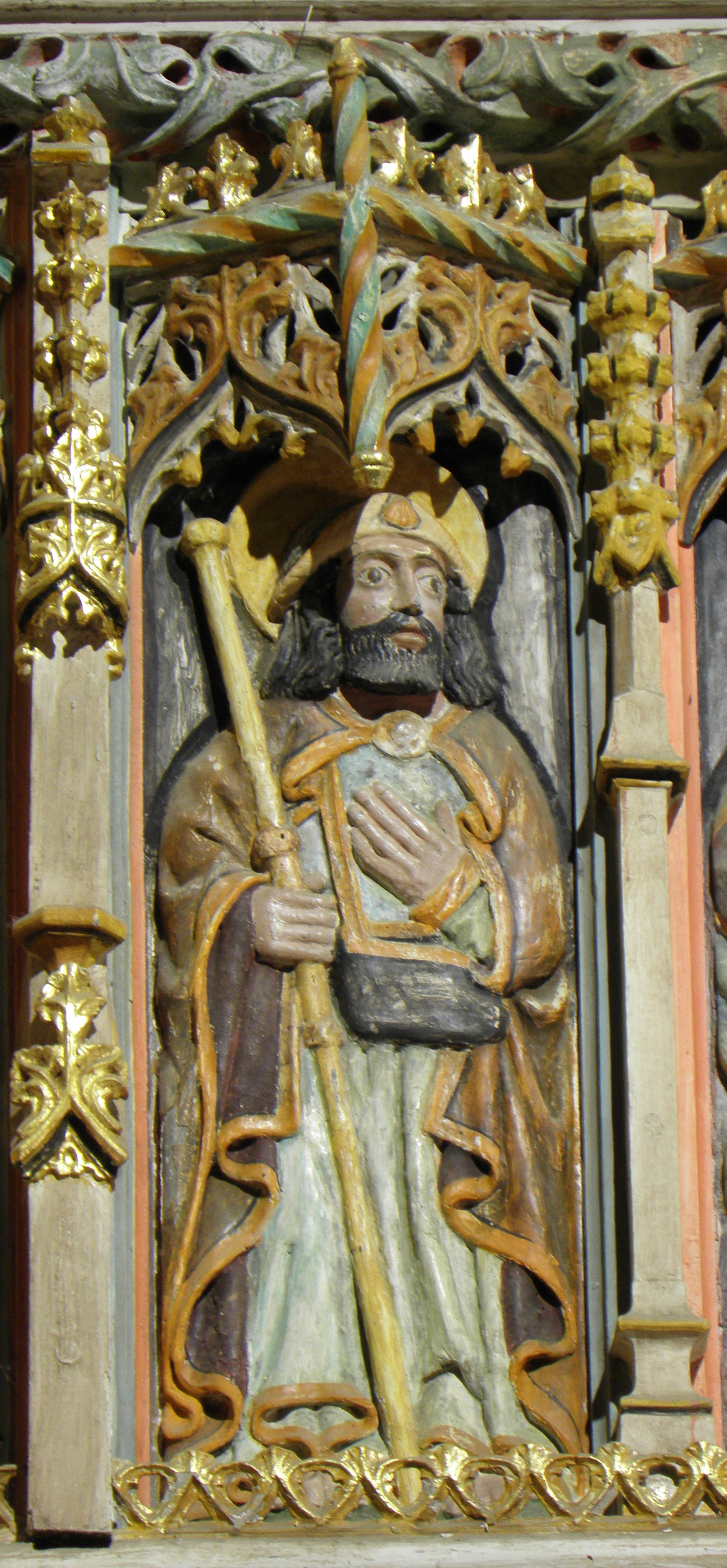
Saint Jacques